# Tabayama
Tabayama (丹波山村 Tabayama-mura?) es una villa en la prefectura de Yamanashi, Japón, localizada en la parte central de la isla de Honshū, en la región de Chūbu. Tenía una población estimada de 508 habitantes el 1 de marzo de 2021 y una densidad de población de 5 personas por km².

## Geografía
Tabayama está localizada en la esquina noreste de la prefectura de Yamanashi. Se estima que el 97% de la villa está cubierta por bosques. El pueblo está ubicado dentro de los límites del parque nacional Chichibu-Tama-Kai.

## Historia
Durante el período Edo toda la provincia de Kai era territorio bajo control directo del shogunato Tokugawa. Durante la reforma catastral de principios del período Meiji, el 1 de julio de 1889 se creó la aldea de Tabayama dentro del distrito de Kitatsuru en la prefectura de Yamanashi. La mayor parte de la tierra en el pueblo ha sido protegida como cuenca, proporcionando agua para la metrópoli de Tokio desde 1901, bajo el control de la Oficina de Obras Hidráulicas del Gobierno Metropolitano de Tokio. Han tenido lugar discusiones para fusionar Tabayama con el vecino Kōshū, pero fueron suspendidas en 2008.

## Demografía
Según los datos del censo japonés, la población de Tabayama ha disminuido en los últimos 60 años.
| Gráfica de evolución demográfica de Tabayama entre 1940 y 2015 |
|                                                                |
| Oficina de Estadística de Japón                                |